# My Iron Lung
«My Iron Lung» — третий мини-альбом английской альтернативной рок-группы Radiohead, выпущенный в октябре 1994 года. Титульная композиция позже вошла во второй студийный альбом группы, The Bends (1995). На EP также содержится материал, записанный во время продолжающейся к моменту его выпуска работы над The Bends, который первоначально был выпущен как би-сайды на двух раздельных дисках сингла «My Iron Lung» в Великобритании и других странах. В формате мини-альбома My Iron Lung первоначально был выпущен только в Австралии, но в настоящее время доступен повсеместно.
Композиционно альбом рассматривается как связующее звено между относительной простотой дебютного альбома Radiohead Pablo Honey и большей звуковой глубиной их последующих работ, начинающейся с The Bends. Сингл «My Iron Lung» достиг 24-й позиции в чартах Великобритании — спад с седьмой строчки, достигнутой «Creep». Также он мало ротировался на радио и MTV в США, особенно по сравнению с «Creep».

## Об альбоме
Титульный трек, «My Iron Lung», был записан в живую в 1994 году в Лондоне на том же концерте, который вошёл в видео-альбом Live at the Astoria. Лишь вокал Тома Йорка был позже перезаписан. Версия песни, вошедшая в синглы и EP, практически идентична той, что в следующем году появилась на The Bends, за исключением едва слышимых изменений на уровне микширования.
«My Iron Lung» — реакция Radiohead на массовый успех хита 1993 года «Creep», ставший немалым бременем для Йорка. Язвительный, самокритичный текст песни использует образ аппарата искусственного дыхания (англ. iron lung, «железное лёгкое») как метафору того, как «Creep» одновременно поддержала группу на плаву и стеснила, ограничила её («это наша новая песня / так же, как и предыдущая / просто потеря времени, / моё железное лёгкое», англ. «this is our new song / just like the last one / a total waste of time / my iron lung»). Акустическая версия самой «Creep» есть и на данном альбоме.
Другие песни на EP наметили курс в сторону от эмоционального гранж-попа Pablo Honey по направлению к более многослойному звучанию и изощрённым гитарным партиям Джонни Гринвуда, особенно заметным в воздушной «Punchdrunk Lovesick Singalong» и в «Permanent Daylight», реверансом в сторону Sonic Youth, вокал которой («легчайший путь продать душу — продолжать верить, что тебя нет / должно быть, это нелегко, если голова надета задом наперёд», англ. «the easiest way to sell your soul is to carry on believing that you don’t exist / it must be hard with your head on backwards») почти скрыт за волной шумовых звуков. «The Trickster», так же как и заглавный трек, по стилистике приближается к хеви-металу. «Lewis» в музыкальном плане — панковское продолжение «How Do You», однако текст песни перекликается с «Just» из The Bends: оба — предупреждения друзьям, чьи отношения находятся на грани разрыва, но они этого, похоже, не осознают. В акустической «Lozenge of Love» используется необычная тональность, а слова взяты из стихотворения Филипа Ларкина «Грустные шаги» (англ. Sad Steps), в то время как «You Never Wash Up After Yourself» — спокойная, печальная баллада только для гитары и вокала.
В Великобритании и других странах мира данный мини-альбом первоначально был доступен в виде двух синглов: на первом, с синей обложкой, находились «My Iron Lung», «The Trickster», «Punchdrunk Lovesick Singalong» и «Lozenge of Love»; на втором, с красной обложкой — «Lewis (Mistreated)», «Permanent Daylight» и «You Never Wash Up After Yourself». Creep (Acoustic) присутствует только на EP-релизе.
Именно во время записи My Iron Lung с Radiohead впервые работал Найджел Годрич, впоследствии неизменный звукорежиссёр и продюсер группы.
Мини-альбом в настоящее время доступен в виде первых шести треков бонус-диска коллекционного издания The Bends.

## Список композиций
| №  | Название                           | Длительность |
| -- | ---------------------------------- | ------------ |
| 1. | «My Iron Lung»                     | 4:36         |
| 2. | «The Trickster»                    | 4:40         |
| 3. | «Lewis (Mistreated)»               | 3:19         |
| 4. | «Punchdrunk Lovesick Singalong»    | 4:40         |
| 5. | «Permanent Daylight»               | 2:48         |
| 6. | «Lozenge of Love»                  | 2:16         |
| 7. | «You Never Wash Up After Yourself» | 1:44         |
| 8. | «Creep» (Акустическая версия)      | 4:19         |